# Martinho Carmona
Martinho Arnaldo Campos Carmona (Belém (Pará), 3 de Setembro de 1956) é um ministro evangélico e político brasileiro com atuação no estado do Pará.

## Vida pastoral
Martinho Carmona converteu-se ao Evangelho em 1974, tornando-se membro da Igreja do Evangelho Quadrangular. Foi ordenado pastor pela mesma igreja no ano de 1989, vindo a pastorear diversas quadrangulares em Belém (Pará). É o criador da Equipe Israel, que fundou mais de vinte igrejas. Representou a igreja em missões internacionais. Atualmente Carmona exerce pela igreja os cargos de superintendente na região de Benevides e de 1° vice-presidente do Conselho Estadual do Pará.

## Carreira política
Carmona está em seu 7° mandato consecutivo como deputado estadual do Pará. Foi eleito pela primeira vez em 1994 pelo PSDB.
Ainda no PSDB foi eleito para o mesmo cargo em 1998 e 2002. Disputou eleições pelo PDT e venceu em 2006. Em 2010, 2014 e 2019 elegeu-se pelo MDB, partido ao qual é filiado atualmente.

## Desempenho em eleições
| Ano  | Eleição          | Coligação | Partido | Candidato a       | Votos  | Resultado |
| ---- | ---------------- | --------- | ------- | ----------------- | ------ | --------- |
| 1994 | Estadual do Pará | PSDB      | PSDB    | Deputado Estadual | 15.368 | Eleito    |
| 1998 | Estadual do Pará | PSDB      | PSDB    | Deputado Estadual | 20.834 | Eleito    |
| 2002 | Estadual do Pará | PSDB      | PSDB    | Deputado Estadual | 36.894 | Eleito    |
| 2006 | Estadual do Pará | PDT       | PDT     | Deputado Estadual | 27.331 | Eleito    |
| 2010 | Estadual do Pará | PMDB      | PMDB    | Deputado Estadual | 43.457 | Eleito    |
| 2014 | Estadual do Pará | PMDB      | PMDB    | Deputado Estadual | 45.736 | Eleito    |
| 2018 | Estadual do Pará | MDB       | MDB     | Deputado Estadual | 43.296 | Eleito    |
| 2022 | Estadual do Pará | MDB       | MDB     | Deputado Estadual | 56.791 | Eleito    |